# Gyelem, gyelem
A Gyelem, gyelem (más nyelveken: angol: Gelem, Gelem, német, francia: Djelem, Djelem, szerb, bosnyák: Ђелем, Ђелем, orosz, ukrán, bolgár: Джелем, джелем) egy 1949-ben született dal, melyet 1971-ben, a Londonban tartott első Roma Világkongresszus a roma himnusznak nyilvánított.
A dal eredetije egy több változatban is létező balkáni roma népdal, melyet  népies műdal feldolgozásokként már az 1930-as években játszottak, terjesztettek. Žarko Jovanović feldolgozását eredetileg a roma kongresszus dalának szánta.
Később a dal ismét folklorizálódott. Számtalan előadása és szövegváltozata létezik.

## Dalszöveg
Gelem, gelem, lungone dromenca

Maladilem baxtale Romenca

Ah, Romale, kathar tume aven,

le caxrenca, baxtale dromenca?

Aj, Romale, aj, Čhavale!

Vi man sas ek bari familija,

Mudardasle e kali legija.

Athe vrema, uštyi rom akana,

Te xutrasa, maj mišto keresa!

Aven manca sa lumake Roma,

Thaj putras le romane droma!

Aj, Romale, aj, Čhavale!